# Fatma Müge Göçek
Fatma Müge Göçek (Istanbul, 1950) è una sociologa e scrittrice turca.
Nel 2015 ha scritto il libro Denial of Violence riguardante la persecuzione degli armeni nell'impero ottomano e in Turchia, ottenendo il premio Mary Douglas per il miglior libro dall'American Sociological Association. Nel 2017, inoltre, ha vinto un premio dell'Università del Michigan per i risultati ottenuti a livello accademico.

## Biografia
Dopo aver conseguito laurea triennale e magistrale presso l'Università Bogaziçi di Istanbul si è trasferita a Parigi per imparare il francese. Nel 1981 si è poi trasferita all'Università di Princeton dove ha conseguito un'ulteriore laurea magistrale nel 1984 e un dottorato di ricerca nel 1988.
Da quel momento ha insegnato all'Università del Michigan, diventando poi professoressa ordinaria nel 2012; da allora insegna al Dipartimento di Sociologia e nel Programma di Studi sulle donne.
Nel 2008 è stata firmataria della campagna I apologize che chiedeva alla Turchia di rispondere dei massacri inflitti alla popolazione armena nel 1915.

## Opere
- (EN) Fatma Müge Göçek, East Encounters West: France and the Ottoman Empire in the Eighteenth Century, Oxford University Press, ISBN 978-0-19-536433-0.
- (EN) Fatma Müge Göçek, Political Cartoons in the Middle East, Princeton, New Jersey: Markus Wiener Publications, 1988.[5]
- (EN) Fatma Müge Göçek, Reconstructing Gender in the Middle East: Tradition, Identity, and Power, Columbia University Press, 1995, ISBN 978-0-231-51391-3.[6]
- (EN) Rise of the Bourgeoisie, Demise of Empire: Ottoman Westernization and Social Change, Oxford University Press, 1996, ISBN 978-0-19-509925-6.
- (EN) Social Constructions of Nationalism in the Middle East, SUNY Press, 2002, ISBN 978-0-7914-5198-4.[7]
- (EN) Fatma Müge Göçek, The Transformation of Turkey: Redefining State and Society from the Ottoman Empire to the Modern Era, London: L. B. Tauris, 2011.
- (EN) Ronald Grigor Suny, Fatma Müge Göçek e Norman M. Naimark, A Question of Genocide: Armenians and Turks at the End of the Ottoman Empire, Oxford University Press, 2017, ISBN 978-0-19-979276-4.[8]
- (EN) Fatma Müge Göçek, Denial of Violence: Ottoman Past, Turkish Present and Collective Violence Against the Armenians, 1789–2009, Oxford University Press, 2015, ISBN 978-0-19-933420-9.